# 이그나시오 아기레사발라
이그나시오 마리아 아기레사발라 이바르비아(스페인어: Ignacio María Agirrezabala Ibarbia; 1909년 3월 29일, 바스크 주 빌바오 ~ 1979년 9월 11일, 바스크 주 빌바오)는 치리 2호(스페인어: Chirri II)라는 별명으로 알려진 스페인의 전 축구 선수로, 현역 시절 공격수로 활약하였다. 그는 스페인 국가대표팀 경기에 4번 출전하기도 하였다.

## 선수 경력
현역 시절, 그는 8시즌 동안 아틀레틱 빌바오에서 활약했는데, 그의 첫 시즌은 1929년 라 리가의 출범 시기와 겹친다. 그는 리그를 3번(1929-30, 1930-31, 1933-34)우승하였다. 코파 델 레이 또한 4번(1930, 1931, 1932, 1933) 이 중 앞에 세 번(1930, 1931, 1932)은 결승전에 출전했으나 1933년 결승전에는 출전하지 않았으나 결승전에 오르기까지 도움을 주었다. 그 외에도 몇 차례 비스카이아 선수권 대회도 우승했는데, 위의 우승을 모두 26세에 선수 생활을 그만두기 전까지 경험했다.

## 플레이스타일
치리 2호는 훗날 아틀레틱 빌바오의 '최초의 역사적인 공격진'으로 회자되는 선수들 중 하나로, 호세 이라라고리, 바타, 기예르모 고로스티사, 그리고 라푸엔테(그들 외에도 빅토리오 우나무노를 포함하기도 한다)와 함께 빌바오의 초기 전성기를 주도하였다. 그는 플레이메이커로 분류되기도 하는데, 그는 경기에서 창의적이나 기술적인 측면에 집중하여, 당시 상대를 넘기 위해 육체적 힘에 의존하던 대부분의 공격수들과 대조되었다. 그는 우승을 거둘 때마다 프레드 펜틀랜드 감독이 쓰던 중산모자를 파괴하는 의식을 하기 시작한 것으로 알려졌는데, 이는 성공적인 선수단의 연례적 의식으로 자리잡았다.

## 은퇴 후
스페인 내전이 1936년에 발발하자, 아기레사발라는 바스크 대표팀 일원으로 유럽과 라틴아메리카를 유랑하였고, 대부분 선수단이 멕시코로 건너가 에우스카디로 현지 리그에 참가했지만, 그는 아르헨티나에 남았다. 그는 건설 업체에서 공학가로 근무하다가 그의 가족과 함께 8년 만에 빌바오로 돌아가 같은 업종에서 사장을 맡았다.

## 사생활
그의 형이자 치리 1호로 알려진 마르셀리노도 아틀레틱 빌바오와 스페인 국가대표팀에서 활약한 적이 있다. 두 형제는 모두 한 번의 친선경기에 출전했지만, 모두 공식 대회 경기에 출전 경험은 없다.